# Condado de Marquette (Míchigan)
El condado de Marquette  es un condado estadounidense, situado en el estado de Míchigan. Según el censo de los Estados Unidos de 2000, la población es de 64 634 habitantes con una densidad de población de 17 personas por km². La cabecera del condado es Marquette. En el condado se hallan las Montañas Hurón, cuenta con tres parques nacionales y varios lagos. La Universidad del Norte de Míchigan se encuentra en la capital del condado y también es sede del Centro Educativo Olímpico de Estados Unidos (USOEC). 

## Geografía
Según la oficina del censo el condado tiene una superficie total de 8871 km² (3425,1 mi²), de los que 4716 km² (1820,8 mi²) son tierra y 4154 km² (1603,9 mi²) (57,56%) son agua. Al norte se encuentra el lago Superior.

### Condados adyacentes
- Condado de Alger - este
- Condado de Delta - sureste
- Condado de Menominee - sur
- Condado de Dickinson - sur
- Condado de Iron - suroeste
- Condado de Baraga - oeste

### Principales carreteras y autopistas
- U.S. Autopista 41
- Carretera estatal M-28
- Carretera estatal M-35
- Carretera estatal M-94
- Carretera estatal M-95
- Carretera estatal M-553

### Espacios protegidos
En este condado se encuentran parte de los bosques nacionales de Ottawa y de Hiawatha, así como el refugio nacional para la vida salvaje de Huron.

## Demografía
Según el censo del 2000 la renta per cápita media de los habitantes del condado era de 35.548 dólares y el ingreso medio de una familia era de 46.281 dólares. En el año 2000 los hombres tenían unos ingresos anuales 36.431 dólares frente a los 23.609 dólares que percibían las mujeres. El ingreso por habitante era de 18.070 dólares y alrededor de un 10,90% de la población estaba bajo el umbral de pobreza nacional.
La mayor parte de la población es de origen europeo (más del 96%), en buena parte finlandés (21,2%) y la lengua más hablada en los hogares es el inglés (96%).

## Lugares

### Ciudades
- Ishpeming
- Marquette
- Negaunee

### Lugar designado por el censo
- West Ishpeming
- Big Bay
- Gwinn
- Harvey
- Michigamme
- Palmer
- Republic
- Trowbridge Park
- K. I. Sawyer

### Comunidades no incorporadas
- Arnold
- Carlshend
- Suomi

### Municipios
| - Municipio de Champion - Municipio de Chocolay Charter - Municipio de Ely - Municipio de Ewing - Municipio de Forsyth | - Municipio de Humboldt - Municipio de Ishpeming - Municipio de Marquette - Municipio de Michigamme - Municipio de Negaunee | - Municipio de Powell - Municipio de Republic - Municipio de Richmond - Municipio de Sands - Municipio de Skandia | - Municipio de Tilden - Municipio de Turin - Municipio de Wells - Municipio de West Branch |